# Classificação dos jovens na Volta a Espanha
A classificação dos jovens na Volta a Espanha, foi criada em 2017, é o um das classificações anexas da Grande Volta espanhola. Trata-se de uma classificação que recompensa o melhor corredor de 25 anos ou menos da classificação geral. Durante a corrida, o líder da classificação leva para diferenciá-lo uma camisola branca.

## História
Esta classificação aparece em 2017, sem que esteja atribuído uma camisola diferencial ao seu líder, mas um identificativo vermelho. Está patrocinado pelo diário espanhol As. A partir da edição de 2019, o líder desta classificação leva a camisola  branca, que era associado até agora ao classificação da combinada (que desaparece então).

## Palmarés
| Ano  | Nome               | País      | Equipa            | Classificação geral |
| ---- | ------------------ | --------- | ----------------- | ------------------- |
| 2017 | Miguel Ángel López | Colômbia  | Astana Pro Team   | 8.º                 |
| 2018 | Enric Mas          | Espanha   | Quick-Step Floors | 2.º                 |
| 2019 | Tadej Pogačar      | Eslovênia | UAE Emirates      | 3.º                 |

## Estatísticos

### Múltiplos vencedores
Não há por enquanto nenhum múltiplo vencedor.

### Vitórias por países
| # | Países    | Número de vitórias | Número de vencedores diferentes | Última vitória            |
| - | --------- | ------------------ | ------------------------------- | ------------------------- |
| 1 | Colômbia  | 1                  | 1                               | Miguel Ángel López (2017) |
| 1 | Espanha   | 1                  | 1                               | Enric Mas (2018)          |
| 1 | Eslovênia | 1                  | 1                               | Tadej Pogačar (2019)      |

### Artigos relacionados
- Classificação dos jovens da Volta a Italia
- Classificação dos jovens da Volta a França
- Palmarés da Volta a Espanha